# Newton Cairn
Der Newton Cairn (auch Standing Stones at Newton Farm genannt) ist eine Gruppe von vier schlanken Menhiren, als Rest der Fassade oder der Galerie eines Clyde Tombs bei Cardoness, unweit von Cardoness Castle nahe der „Mossyard Bay“ in Dumfries and Galloway in Schottland. 
Die vier eng stehenden Steine sind der Rest der Exedra der meernahen Megalithanlage.
Clyde Tombs dominieren den Südwesten Schottlands. Sie liegen in der Periode I in Rundhügeln aus Stein (Cairns), in Periode II in Hügeln von rechteckiger oder trapezoider Form, die im Verhältnis zur Kammer teils ungewöhnlich groß sind (Auchoish, Blasthill, Crarae Garden, Haylie). An ihrer Zugangsseite befindet sich eine mehr oder minder tiefe, konkave Exedra.